# Il cammino della notte
Il cammino della notte (Der Gang in die Nacht) è un film muto del 1921 diretto da Friedrich Wilhelm Murnau.
È uno dei film sopravvissuti di Murnau. Una copia è conservata al museo del cinema di Berlino. La pellicola venne recuperata dal noto pioniere del restauro cinematografico Henri Langlois, in una pila di negativi conservati presso il Staatliches Filmarchive di Berlino Est ed è basato su una sceneggiatura della danese Harriet Bloch.

## Trama
Il dottor Eigil Boerne è fidanzato con una giovane dai modi molto distaccati di nome Hélène, la quale da parte sua non gli chiede di sposarla solo per non intralciare la sua carriera. Per festeggiare il compleanno del suo fidanzato, Hélène lo porta in un cabaret dove Eigil conosce la giovane danzatrice Lily e se ne innamora perdutamente. Dopo aver abbandonato Hélène, del cui amore ormai non è più convinto, Eigil fugge con Lily dopo averla sposata per andare a vivere come medico condotto in un piccolo paesino di pescatori. Lì i due fanno conoscenza con un pittore diventato cieco, che Eigil, con un'operazione, riesce a far vedere nuovamente. Per seguire meglio la convalescenza del pittore, il medico decide di ospitarlo in casa sua, nonostante le rimostranze di Lily, che non vede di buon occhio questa presenza. Quando Eigil, venuto a sapere che Hélène si è ammalata per colpa del suo abbandono, si reca per pochi giorni in città per farle visita, ma quando fa ritorno a casa, scopre che sua moglie Lily e il pittore sono diventati amanti e fugge disperato.
Diversi anni dopo Eigil è diventato un grande e famoso oculista e Lily le fa visita per chiedergli di curare nuovamente il pittore, ridiventato cieco. Eigil, infelice e disperato e roso dalla rabbia accetta di curare il pittore a patto che Lily scompaia per sempre. La giovane, tra le lacrime, accetta le condizioni e fugge. Pentitosi del suo comportamento e temendo il peggio, Eigil cerca di raggiungere Lily ma ne trova solo il cadavere poiché la giovane si è già suicidata per ottemperare alla promessa. Deciso ad onorare la sua parte del patto, Eigil scopre che il pittore non vuole più vedere nuovamente, poiché non gli sarà più possibile vedere la sua Lily, e nel frattempo lo perdona per le sue malefatte. Il giorno successivo il medico verrà trovato morto anch'egli suicida nel suo studio.

## Produzione
Il film fu prodotto dalla Goron Film.
La sceneggiatura di Carl Mayer elabora un testo della scrittrice danese Harriet Block dal titolo Der Sieger (Il conquistatore).
Il film è una tragedia in cinque atti e manca di didascalie.

## Prima
Il film fu presentato nei cinema il 13 dicembre del 1920 e le prime proiezioni pubbliche iniziarono nel gennaio 1921.

## Critica
Nella rivista di critica cinematografica Film Kurier del 30 dicembre 1920 si scrive che Il cammino della notte è "una pietra miliare nella storia del cinema".